# ونسة الأموي

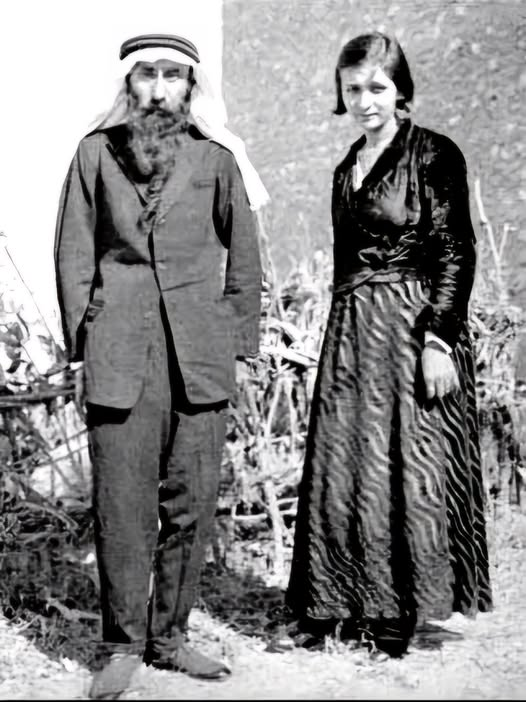
وسنة مع زوجها سعيد بك سنة 1944.

ونسة إسماعيل الأموي كانت أميرة يزيدية، (1917 — 25 حزيران/يونيو 2015).

## نسبها وعائلتها
ونسة خاتون بنت إسماعيل بن عبدي بك بن حسين بك بن علي بك بن حسن بك وهي والدة الأمير تحسين بك وكانت زوجة لوالده سعيد وهو ابن عمتها ميان خاتون وقد توفي سنة 1944.
تزوجت بعده من الطبيب السوري واصل رسلان، ولها منه بنتان وولدان وهم ميان وعزة خريجة جامعة أدنبرة ـ قسم الكمبيوتر، ومعتز وهو مهندس ومنتصر وهو خريج جامعة عين شمس في القاهرة.
ولها من الأخوة معاوية والد أنور معاوية ويزيد وعبد الكريم.

## سيرتها
كانت أول امرأة من يزيدية تدخل المدارس، حيث دخلت مدرسة الأمريكان الداخلية بالموصل، ثم كلية بيروت للبنات (وهي حاليا ضمن الجامعة اللبنانية الأمريكية). وقد حاولت دخول الجامعة الأمريكية، فرفض أهلها ذلك رفضا قاطعا، وزوجوها ابن عمتها ميان خاتون بالقوة سنة 1934 وكانت زوجته الخامسة، وولده له بنت اسمها ليلى توفيت بعد عام من ولادتها.
في عام 1938، حضر سعيد بك اجتماعًا اتُهم فيه شقيق ونسة، يزيد خان، بالتآمر وحُكم عليه بالقتل. وعندما أبلغ سعيد بك ونسة، أخرجت مسدسًا من تحت وسادتها وقالت: "سيسمع أنك مت أولاً!". أطلقت النار عدة مرات، فأصابت زوجها. وقد ساعدها سائقها الأرمني هاكوب على الفرار إلى الموصل ثم إلى بغداد، حيث وجدت لها عائلة هاكوب مكانًا للاختباء. ثم انتقلت إلى حلب.
بعد وفاة سعيد بك عام 1944، وبالتحديد عام 1947، أسلمت وتزوجت من "واصل رسلان" أبو أولادها الأربعة. والسيد واصل رسلان طبيب سوري تعرفت عليه في العراق عام 1940. وتصف وسنة زوجها، بأنه كان طبيبا جراحا ناجحا في ميدان عمله. ولم يمنعه عمله طبيبا من المشاركة في الأعمال الوطنية في العراق بسبب كراهيته للإنجليز.
شاركت ونسة مع زميلات لها في بغداد في تأسيس مجمعات للهلال الأحمر في 1941، في عهد وزارة رشيد عالي الكيلاني والذي كان صديقا لوالدها إسماعيل. انتقلت ونسة فيما بعد مع زوجها إلى لبنان، عادوا منها بعد ثلاث سنوات إلى سوريا، بعد تولي عم زوجها عبد الحسيب رسلان منصب وزير الدفاع في سوريا. حيث أسست في حمص جمعية الهلال الأحمر.
بعد انتقلت عائلتها للإقامة في مصر أثناء الحرب العالمية الثانية، تعرض زوجها للاعتقال عند وصول القائد الألماني إرفين رومل إلى مدينة العلمين، بسبب إصدار الإنجليز قرارا اعتقل بموجبه كل من أتم دراسته في ألمانيا.
كما تعتبر من مؤسسي نادي الليونز فرع الزيتون في مصر حيث تشاركها فيها العمل ابنتها مايان.
انتقلت ونسة مع زوجها إلى السعودية، فقد عمل في وظائف طبية هناك وحصل على الجنسية السعودية.
وصفت الأميرة ونسة والدها الأمير "إسماعيل الأموي" بالمجاهد الكبير. وذكرت أنه تحالف مع الإنجليز في البداية ضد العثمانيين، ثم حارب الإنجليز مع عشيرته ليحرر البلاد منهم. كما تذكر ونسنة أن والدها كان من بين الذين شاركوا في تنصيب الملك فيصل الأول ملكا على العراق.
تقول ونسة عن عمتها الأميرة ميان خاتون، أنها حكمت لمدة تسع سنوات، كان الرجال خلالها يخشونها، والعشيرة تحتكم إليها لحل مشاكلها، ولم يكن أحد يعصي لها أمرا في هذا المجال.